# Haitam Abaida
Haitam Abaida El Achhab (Polinyá, Barcelona, 1 de junio de 2002) es un futbolista hispano-marroquí que juega en la demarcación de extremo izquierdo para el Málaga CF de la Primera Federación. Actualmente forma parte de la selección de fútbol sub-23 de Marruecos.

## Trayectoria
Nacido en Polinyá, Barcelona, es un jugador formado en la cantera del FC Barcelona, que fue reclutado en benjamines por La Masía desde la Fundación Calella. En 2015, Haitam fue uno de los jugadores perjudicados por la sanción que pesó sobre el FC Barcelona de la FIFA por irregularidades en los contratos de jóvenes y en verano de 2017, aún en edad cadete, ingresó en La Academia del Málaga CF.
En las siguientes temporadas formaría parte del Cadete A y Juvenil B, hasta que en la temporada 2019-20, juega en el equipo juvenil del San Félix malagueño.
En la temporada 2020-21, juega en el Málaga CF de la División de Honor juvenil, a las órdenes de Nacho Pérez.
A finales de 2020, renovaría su contrato con el Málaga CF hasta 2024.
El 6 de enero de 2021, debuta con el primer equipo del Málaga CF, en un encuentro de Copa del Rey frente al Real Oviedo, que acabaría por un gol a cero en la prórroga.
El 2 de mayo de 2021, debutó en la Segunda División de España ante el RCD Espanyol en un encuentro que acabaría con derrota por tres goles a cero. En la misma temporada, jugaría otros dos partidos más frente a CD Leganés y CD Castellón.
Tras realizar la pretemporada en verano de 2021 con el primer equipo, en la temporada 2021-22, forma parte de la plantilla del Atlético Malagueño de la Tercera División de España y alterna partidos con el primer equipo del Málaga CF de la Segunda División de España.

## Internacional
En diciembre de 2020, acepta la llamada de la Selección de fútbol sub-20 de Marruecos y disputaría el Torneo UNAF, donde acabó proclamándose MVP y lograría plaza para la Copa África sub-20, que disputaría en febrero de 2021.

## Clubes
| Club               | País   | Año             | Partidos | Goles |
| ------------------ | ------ | --------------- | -------- | ----- |
| Atlético Malagueño | España | 2021-actualidad |          |       |
| Málaga CF          | España | 2021-actualidad | 18       | 3     |